# Международный день памяти жертв рабства и трансатлантической работорговли
Международный день памяти жертв рабства и трансатлантической работорговли 
(на других официальных языках ООН: англ. International Day of Remembrance of the Victims of Slavery and the Transatlantic Slave Trade, араб. اليوم الدولي لإحياء ذكرى ضحايا الرق وتجارة الرقيق عبر المحيط الأطلسي, ‎исп. Día Internacional de Rememoración de las Víctimas de la Esclavitud y la Trata Transatlántica de Esclavos, кит. 奴隶制和跨大西洋贩卖奴隶行为受害者国际纪念日, фр. Journee internationale de commemoration des victimes de l'esclavage et de la traite transatlantique des esclaves
) отмечается, начиная с 2008 года, ежегодно 25 марта. Этот Международный день ООН установлен  Генеральной Ассамблеей ООН  в 2007-м году (резолюция № A/RES/62/122).  Ранее 25 марта 2007 года было объявлено ООН «Международным днём празднования 200-летия отмены трансатлантической работорговли».
Этот день установлен в дополнение к уже отмечаемому ЮНЕСКО Дню памяти жертв работорговли и её ликвидации.

## Ежегодные темы (девизы) Международного дня
- 2024 год - «Создание глобальной свободы: противодействие расизму посредством справедливости в обществе и между народами»
- 2023 год - «Борьба с расистским наследием рабства посредством преобразующего образования»
- 2022 год - «Истории мужества: сопротивление рабству и единство против расизма»
- 2021 год - «Покончить с расистским наследием рабства: глобальный императив справедливости»
- 2020 год - «Вместе противостоять наследию рабства и расизма»
- 2019 год - «Вспомним рабство: сила искусства в справедливости»
- 2018 год - «Вспомним рабство: победы и борьба за свободу и равенство»
- 2017 год - «Давайте помнить о рабстве: признать наследие и вклад лиц африканского происхождения»
- 2016 год — «Помни о рабстве: чествование наследия и культуры африканской диаспоры и ее корней»
- 2015 год — «Женщины и рабство»
- 2014 год — «Победа над рабством: Гаити и последующий процесс»
- 2013 год — «Чествование героев, сопротивленцев и выживших»
- 2012 год — «Чествование героев, сопротивленцев и выживших»
- 2011 год — «Трансатлантическая работорговля: живое наследие неизвестных 30 миллионов человек»
- 2010 год — «Выражение нашей свободы через культуру»
- 2009 год — «Разорвать пелену молчания — ударить в барабан»
- 2008 год — «Не молчи – помни!» На английском языке
- 2007 год — «Осознание трагедии — путь к преодолению ее последствий» (200-летие отмены трансатлантической работорговли)